# Abdalita
|  | Aquest article tracta sobre la tribu de l'Afganistan. Si cerqueu la tribu del Iemen, vegeu «Abdali». |

Els abdalites foren una tribu afganesa modernament coneguts com a durrani.
Pertanyen a la branca sarbani dels afganesos i el seu ancestre epònim és segons la seva pròpia tradició Abdal ibn Tarin ibn Xarkhabun Ibn Qays. El nom de l'ancestre derivaria d'haver estat al servei d'un abdal o sant de nom Khwadja Abu Ahmed de l'orde dels Shistiyya.
Van viure durant segles a la província de Kandahar però en temps del xa Abbas I el Gran de Pèrsia en foren expulsats pels ghilzay i es van establir a la regió d'Herat. Sado, cap del clan dels popalzay, fou nomenat pel xa com a cap de tribu amb el títol de Mir-i Afaghina. A la segona meitat del segle xvii es van enfrontar als ghilzay, i tot i ser lleials a Pèrsia van esdevenir de fet independents.
Nadir Shah els va imposar el seu domini directe però els va tractar força bé i molts abdalis van entrar al seu exèrcit, i foren recompensats per Nadir que els va retornar el seu antic territori de Kandahar. A la mort de Nadir el 1747, el cap militar dels abdalites, Ahmad Khan o Ahmad Shah va agafar el títol de Dur-i Durrani (Perla de les perles) i la tribu va canviar el seu nom a durrani.
Els abdalites estaven dividits en dues branques: els Zirak (amb els clans principals dels popalzay, alikozay, barakzay -de la que els sadozay són un sub clan del qual va sorgir Ahmad Khan- i acəkzay) i els Pandjpao (nurzay, alizay i eshaqzay o sakzay). Dels barakzay deriva la moderna casa reial afganesa que va governar fins a 1978.